# 松本祥尚
松本 祥尚（まつもと よしなお、1964年10月16日 - ）は、日本の会計学者、関西大学大学院会計研究科教授。専攻は監査論。修士（経営学、神戸大学）。

## 来歴
- 1964年、兵庫県生まれ
- 1987年、関西大学商学部卒業
- 1988年、公認会計士試験第2次試験合格
- 1989年、神戸大学大学院経営学研究科博士前期課程修了
- 1989年、香川大学経済学部助手
- 1998年、関西大学商学部助教授（現在の准教授）
- 2003年、関西大学商学部教授
- 2006年、関西大学大学院会計研究科教授（現職）

## 主著
- 『日本的企業会計の形成過程』（共著、中央経済社）
- 『コーポレート・ガバナンスと内部監査機能』（共著、中央経済社）
- 『監査のコスト・パフォーマンス』（共著、同文舘）
- 『ベーシック監査論』（共著、同文舘）
- 『アカウンティング現代会計入門』（共著、同文舘）
- 『会計専門職のための基礎講座』（共著、同文舘）